# Mecynidis
Mecynidis is een geslacht van spinnen uit de familie hangmatspinnen (Linyphiidae).

## Soorten
De volgende soorten zijn bij het geslacht ingedeeld:
- Mecynidis antiqua Jocqué & Scharff, 1986
- Mecynidis ascia Scharff, 1990
- Mecynidis bitumida Russell-Smith & Jocqué, 1986
- Mecynidis dentipalpis Simon, 1894
- Mecynidis laevitarsis Miller, 1970
- Mecynidis muthaiga Russell-Smith & Jocqué, 1986
- Mecynidis scutata Jocqué & Scharff, 1986
- Mecynidis spiralis Jocqué & Scharff, 1986